# The Machine Girl
The Machine Girl (jap. 片腕マシンガール, Kataude Mashin Gāru für Kataude Machine Girl, dt. „Einarm-Maschinenmädchen“) ist ein japanischer Action- und Splatterfilm aus dem Jahr 2008 von Noboru Iguchi. Der Film handelt von einer japanischen Schülerin, die mit einer an ihrem Armstumpf montierten Gatling Gun Rache an der Yakuza für den Mord an ihrem Bruder nimmt.

## Handlung
Der Film beginnt damit, dass Ami (The Machine Girl) eine Gruppe von Schlägern zur Räson bringt. Sodann schließt sich ein Rückblick in ihre Jugend an: Man erfährt, wie sie sich von der Schülerin zur Kampfmaschine entwickelte. Ihr Bruder und sein Freund Takeshi wurden von den Schlägern ermordet. Ami findet heraus, dass diese mit einer Ninja-Geheimgesellschaft verbunden sind und während der Recherchen und der praktischen Umsetzung ihrer Rache verliert sie ihren linken Unterarm. Mit Glück gelingt es ihr zu entkommen. Der Vater von Takeshi implementiert ihr ein Gatling-Kleingeschütz als Prothese. Gemeinsam mit Takeshis Mutter beginnt sie ihren Rachefeldzug.

## Trivia
- Im Januar 2009 wurde ein 22-minütiges Spin-off mit dem Titel Shyness Machine Girl Direct-to-DVD veröffentlicht.